# مسابقات قهرمانی بسکتبال باشگاه‌های غرب آسیا ۲۰۰۵
مسابقات قهرمانی بسکتبال باشگاه‌های غرب آسیا ۲۰۰۵هشتمین دوره مسابقات جام قهرمانی غرب آسیا بود. این مسابقات از ۲۸ مارس تا ۱ آوریل در امان پایتخت اردن برگزار شد.
| تیم       | بازی | برد | باخت | گل زده | گل خورده | تفاضل | امتیاز |
| --------- | ---- | --- | ---- | ------ | -------- | ----- | ------ |
| ساجس      | ۵    | ۵   | ۰    | ۴۷۰    | ۳۸۸      | ۸۲+   | ۱۰     |
| صبا باتری | ۵    | ۴   | ۱    | ۴۷۱    | ۳۸۶      | ۸۵+   | ۹      |
| الزین     | ۵    | ۳   | ۲    | ۴۵۴    | ۴۲۸      | ۲۶+   | ۸      |
| الجیش     | ۵    | ۲   | ۳    | ۴۵۰    | ۳۷۳      | ۷۷+   | ۷      |
| الهیله    | ۵    | ۱   | ۴    | ۳۹۰    | ۴۸۹      | ۹۹-   | ۶      |
| الشعب ابی | ۵    | ۰   | ۵    | ۲۹۶    | ۴۶۷      | ۱۷۱-  | ۵      |

## نتایج
| ۲۸ مارس ۱۶:۱۵ |

|  |

| الهیله                                        | ۸۹–۶۲ | الشعب ابی |
| امتیاز بر پایه وقت: ۸-۲۱, ۱۵-۲۹, ۲۲-۲۴, ۱۷-۱۵ |       |           |

| ۲۸ مارس ۱۸:۱۵ |

|  |

| الجیش                                          | ۷۷–۸۱ | صبا باتری |
| امتیاز بر پایه وقت: ۱۷-۲۵, ۱۸-۱۶, ۱۹-۲۰, ۲۷-۱۶ |       |           |

| ۲۸ مارس ۲۰:۳۰ |

|  |

| الزین                                          | ۸۳–۸۷ | ساجس |
| امتیاز بر پایه وقت: ۲۸–۱۸, ۱۶–۳۰, ۲۳–۱۸, ۲۰–۱۷ |       |      |

| ۲۹ مارس ۱۶:۱۵ |

|  |

| الشعب ابی                                    | ۴۱–۹۵ | صبا باتری |
| امتیاز بر پایه وقت: ۲۶–۳, ۲۸–۷, ۲۸–۱۴, ۱۳–۱۷ |       |           |

| ۲۹ مارس ۱۸:۱۵ |

|  |

| ساجس                                           | ۱۰۸–۷۷ | الهیله |
| امتیاز بر پایه وقت: ۱۵–۲۸, ۲۴–۲۸, ۱۶–۲۹, ۲۲–۲۳ |        |        |

| ۲۹ مارس ۲۰:۳۰ |

|  |

| الزین                                          | ۸۹–۸۷ | الجیش |
| امتیاز بر پایه وقت: ۱۴–۲۴, ۱۹–۲۰, ۳۳–۱۹, ۲۱–۲۶ |       |       |

| ۳۰ مارس ۱۶:۱۵ |

|  |

| الجیش                                         | ۹۸–۵۱ | الشعب ابی |
| امتیاز بر پایه وقت: ۱۳–۳۰, ۱۷–۲۰, ۱۵–۲۶, ۶–۲۲ |       |           |

| ۳۰ مارس ۱۸:۱۵ |

|  |

| صبا باتری                                      | ۷۵–۸۶ | ساجس |
| امتیاز بر پایه وقت: ۲۲–۱۷, ۲۴–۲۱, ۱۸–۱۹, ۲۲–۱۸ |       |      |

| ۳۰ مارس ۲۰:۳۰ |

|  |

| الزین                                          | ۹۹–۷۷ | الهیله |
| امتیاز بر پایه وقت: ۱۹–۳۰, ۲۲–۳۲, ۲۲–۱۹, ۱۴–۱۸ |       |        |

| ۳۱ مارس ۱۶:۱۵ |

|  |

| الزین                                          | ۸۴–۷۵ | الشعب ابی |
| امتیاز بر پایه وقت: ۱۳–۲۰, ۱۱–۱۳, ۲۵–۱۹, ۲۶–۳۲ |       |           |

| ۳۱ مارس ۱۸:۱۵ |

|  |

| ساجس                                           | ۸۸–۸۶ | الجیش |
| امتیاز بر پایه وقت: ۳۱–۲۱, ۲۱–۲۲, ۲۰–۲۶, ۱۴–۱۹ |       |       |

| ۳۱ مارس ۲۰:۳۰ |

|  |

| الهیله                                         | ۸۳–۱۱۸ | صبا باتری |
| امتیاز بر پایه وقت: ۲۸–۲۰, ۲۳–۲۴, ۲۸–۱۱, ۳۹–۲۸ |        |           |

| ۱ آوریل ۱۶:۱۵ |

|  |

| الشعب ابی                                     | ۶۷–۱۰۱ | ساجس |
| امتیاز بر پایه وقت: ۲۵–۲۲, ۲۲–۹, ۲۹–۱۶, ۲۵–۲۰ |        |      |

| ۱ آوریل ۱۸:۱۵ |

|  |

| الجیش                                         | ۱۰۲–۶۴ | الهیله |
| امتیاز بر پایه وقت: ۲۲–۲۴, ۲۰–۳۱, ۸–۲۰, ۱۴–۲۷ |        |        |

| ۱ آوریل ۲۰:۳۰ |

|  |

| الزین                                          | ۹۹–۱۰۲ | صبا باتری |
| امتیاز بر پایه وقت: ۱۷–۱۹, ۲۱–۱۹, ۳۳–۳۲, ۳۱–۲۹ |        |           |